# Хьюм, Тобиас

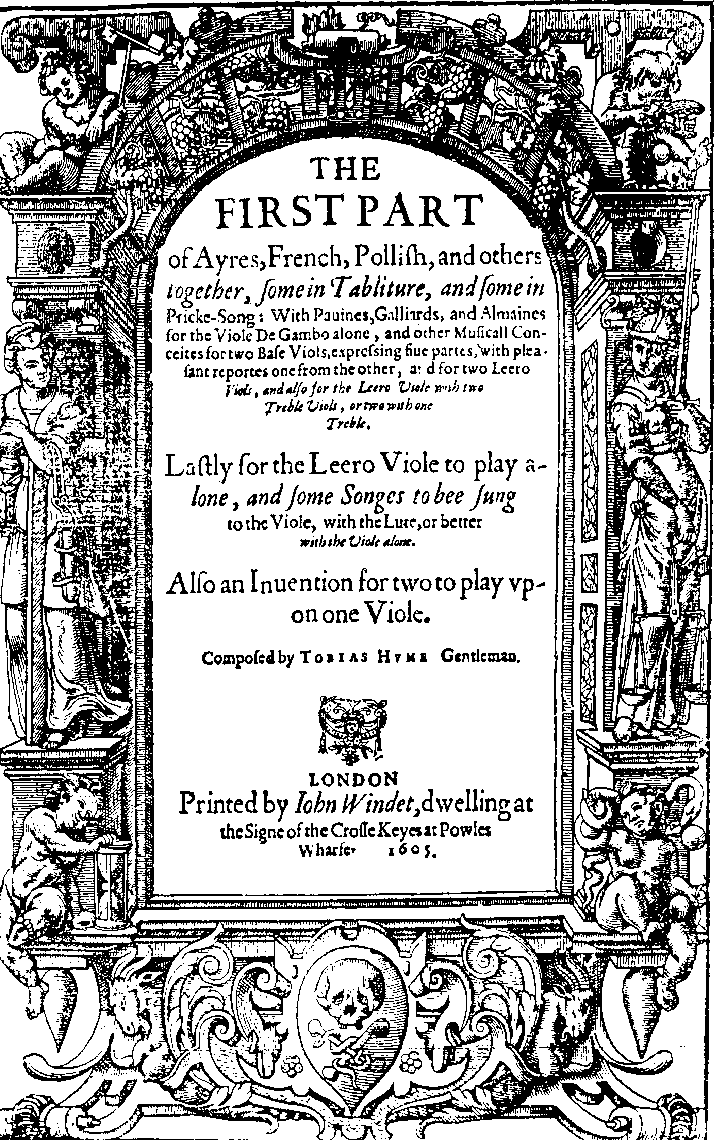
Первый сборник сочинений Тобайаса Хьюма, 1605

Тобайас Хьюм (англ. Tobias Hume, ок. 1579 – 16 апреля 1645, Лондон) — шотландский композитор и гамбист.

## Биография
Профессиональный военный, офицер шведской армии, служивший также в России. Систематического музыкального образования не получил. С 1629 года как отставной капитан жил в лондонской богадельне Чартерхаус, где и скончался.
Все известные сочинения Хьюма содержатся в двух сборниках: «Арии. Часть I» (First Part of Ayres, альтернативное название — Musicall Humors; 1605) и «Поэтическая музыка капитана Хьюма» (Captaine Humes Poeticall Musicke, 1607). В первый вошли пьесы для басовой виолы (англ. lyra viol) развлекательного характера, с игривыми заголовками (My Mistresse hath a prettie thing, She loves it well, Hit it in the middle). В пьесе Lesson for two to play upon one Viole («Этюд для двоих, играющих на одной виоле») предполагается шутливый исполнительский эксперимент, который анонсирован в её названии. Второй сборник, посвящённый британской королеве Анне, состоит из виольных пьес преимущественно танцевального характера (паваны, гальярды, аллеманды и т.п.). Вся музыка Хьюма нотирована в табулатуре.
Хьюм одним из первых в Европе использовал исполнительские штрихи пиццикато и Col legno.

## Дискография
Сочинения Хьюма среди прочих записывали Жорди Саваль (1982, 1983, 2004) и Паоло Пандольфо (1995).